# Sehet! Wir gehn hinauf gen Jerusalem
Sehet, wir gehn hinauf gen Jerusalem (BWV 159) ist eine Kirchen-Kantate von Johann Sebastian Bach. Er komponierte sie in Leipzig für den Sonntag Estomihi und führte sie wahrscheinlich erstmals am 27. Februar 1729 auf.

## Geschichte und Worte
Bach schrieb die Kantate in Leipzig für den Sonntag Estomihi, den Sonntag vor Aschermittwoch. Es war damit in Leipzig der letzte Sonntag vor Karfreitag, an dem eine Kantate aufgeführt wurde, da in Leipzig während der Passionszeit tempus clausum eingehalten wurde. Das Datum der ersten Aufführung ist nicht belegt, doch der Textdichter Christian Friedrich Henrici (genannt Picander), der auch die Matthäus-Passion verfasst hatte, veröffentlichte diese Kantate in seinem Jahrgang 1728. Daher ist anzunehmen, dass sie am 27. Februar 1729 erstmals aufgeführt wurde. Bach hatte zwei Kantaten für den Sonntag Estomihi des Jahres 1723 komponiert, als Probestücke für seine Bewerbung um das Amt des Thomaskantors: Du wahrer Gott und Davids Sohn (BWV 23) und Jesus nahm zu sich die Zwölfe (BWV 22).
Die vorgeschriebenen Lesungen für den Sonntag waren 1 Kor 13,1–13  und Lk 18,31–43 , die Heilung eines Blinden und damit verbunden die Ankündigung des Leidens in Jerusalem. Während Bach in den früheren Kantaten auch auf die Heilung eingeht, konzentriert sich dieses Werk auf den Weg zur Passion. Der Dichter hebt in Satz 1 deren Ungeheuerlichkeit hervor, betrachtet sie in Satz 2 als vorbildlich, in Satz 3 als Grund zum Abschied von weltlicher Freude, schließlich als Grund zum Dank. In Satz 2 ergänzen sich Rezitativ und die 6. Strophe von Paul Gerhardts Choral O Haupt voll Blut und Wunden, von dem in der Matthäus-Passion diese und vier weitere Strophen erscheinen. Satz 4 beginnt mit den Worten Es ist vollbracht (Joh 19,30 ), einem der Sieben Letzten Worte. Es deutet sich bereits an in der Ankündigung des Sonntagsevangeliums: „und es wird alles vollendet werden, was geschrieben wurde“ Lk 18,31 . Bachs Johannes-Passion enthält eine Alt-Arie auf diese Worte, eine Zusammenfassung der Passion unmittelbar nach dem Tod Jesu. Der Schlusschoral ist die 33. Strophe von Paul Stockmanns Jesu Leiden, Pein und Tod (1633).
Kurz darauf, am Karfreitag 1729 wurde die Matthäus-Passion aufgeführt. Deshalb wird die BWV 159 auch gelegentlich das „Vororatorium zur Matthäus-Passion“ genannt.

## Besetzung und Aufbau
Die Kantate ist besetzt mit drei Solisten, Alt, Tenor und Bass, vierstimmigem Chor nur im Choral, Oboe, zwei Violinen, Viola und Basso continuo mit Fagott. Der Sopran-Choral in Satz 2 kann solistisch oder im Chor gesungen werden.
1. Arioso e recitativo (Bass, Alt): Sehet, wir gehn hinauf gen Jerusalem – Komm, schaue doch, mein Sinn
2. Aria e chorale (Alt, Sopran): Ich folge dir nach – Ich will hier bei dir stehen
3. Recitativo (Tenor): Nun will ich mich, mein Jesu
4. Aria (Bass, oboe): Es ist vollbracht
5. Chorale: Jesu, deine Passion ist mir lauter Freude

## Musik
Satz 1 ist ein Dialog zwischen Jesus und der Seele. Die Seele wird vom Alt gesungen, nicht vom Sopran wie in vielen anderen solchen Dialogen, Jesus vom Bass als der Vox Christi (Stimme Christi). Bach erzielt dramatische Kontrastwirkung, indem er die Jesus-Worte als Arioso setzt, das nur vom continuo, die erregten Antworten der Seele hingegen von Streichern als recitativo accompagnato begleiten lässt. Diese Behandlung ist umgekehrt zur Matthäus-Passion, wo die Jesus-Worte von einem Streichquartett intensiviert werden. In Satz 2 wird die ausdrucksvolle Linie der Altstimme ergänzt durch die Choralstrophe Ich will hier bei dir stehen im Sopran. Den Höhepunkt der Kantate bildet Satz 4, in dem die Vox Christi die Vollendung der Passion bedenkt. Die Anfangsworte Es ist vollbracht werden gesungen auf ein Motiv, das die Oboe vorstellte, gestützt von einem „harmoniefüllenden Streichersatz“ (Alfred Dürr). Im Mittelteil wird der Abschnitt „Nun will ich eilen“ durch Läufe in der Stimme, Oboe und Violine veranschaulicht. Ein quasi da capo nimmt das Anfangsmotiv wieder auf, diesmal auf die Worte „Welt, gute Nacht“. Der Schlusschoral ist schlicht vierstimmig gesetzt.

## Einspielungen
- J. S. Bach: Cantatas No. 82, Cantata No. 159. Karl Ristenpart, Chor und Kammerorchester des Saarländischen Rundfunks, Ingeborg Reichelt, Annelotte Sieber-Ludwig, Jakob Stämpfli. Club français du disque, 1958.
- J. S. Bach: Cantatas BWV 23 & BWV 159. Kurt Thomas, Frankfurter Kantorei, Deutsche Bachsolisten, Eva Bornemann, Johannes Hoefflin, Jakob Stämpfli. Cantate, 1962.
- J. S. Bach: Cantatas – Kantaten 170, 82 & 159. Neville Marriner, St Anthony Singers, Academy of St. Martin in the Fields, Janet Baker, Robert Tear, John Shirley-Quirk. Oiseau Lyre, 1966.
- Die Bach Kantate Vol. 28. Helmuth Rilling, Gächinger Kantorei, Bach-Collegium Stuttgart, Julia Hamari, Aldo Baldin, Philippe Huttenlocher. Hänssler, 1983.
- J. S. Bach: Das Kantatenwerk – Sacred Cantatas, Vol. 38. Gustav Leonhardt, Tölzer Knabenchor, Collegium Vocale Gent, Leonhardt-Consort, Solist des Tölzer Knabenchors, Paul Esswood, Kurt Equiluz, Max van Egmond. Teldec, 1986.
- Bach Cantatas Vol. 21: Naarden / Southwell. John Eliot Gardiner, Monteverdi Choir, English Baroque Soloists, Claudia Schubert, James Oxley, Peter Harvey. Soli Deo Gloria, 2000.
- J. S. Bach: Complete Cantatas Vol. 19. Ton Koopman, Amsterdam Baroque Orchestra & Choir, Bogna Bartosz, James Gilchrist, Klaus Mertens. Antoine Marchand, 2002.
- J. S. Bach: Jesu, deine Passion – Cantatas BWV 22, 23, 127 & 159. Philippe Herreweghe, Collegium Vocale Gent, Matthew White, Jan Kobow, Peter Kooij. Harmonia Mundi France, 2007.
- Bach-Kantaten No. 7. BWV 28, 139, 159. Rudolf Lutz, Chor und Orchester der J. S. Bach-Stiftung, Margot Oitzinger, Nicolas Savoy, Klaus Mertens. Gallus Media, 2013.
  - als DVD (Kantate BWV 159): Samt Einführungsworkshop sowie Reflexion von Niklaus Peter. Gallus Media, 2013.